# Calculus Florentinus

Vergleich der beiden Stile für die Jahre 1320/1321

Als Calculus Florentinus bezeichnet man die in Florenz übliche Variante des Annunziationsstils mit dem Jahreswechsel am 25. März, dem Fest Mariä Verkündigung, wobei der Stichtag nach dem Jahreswechsel des Weihnachts- oder Neujahrsstils liegt. Daten bis einschließlich 24. März haben also eine Jahreszahl, die gegenüber dem Standard um eine Einheit niedriger liegt. Neben anderen Orten in Mittelitalien wurde der Stil auch in päpstlichen Privilegien von Eugen III. bis Innozenz III., von Innozenz IV. bis Martin IV. und im 15. Jahrhundert regelmäßig benutzt. Auch im Westen des mittelalterlichen Reiches wurde er benutzt, oft unter lokalisierten Bezeichnungen (mos Trevirensis). In England galt der mos Anglicus von der Mitte des 12. Jahrhunderts bis 1752.
In Pisa dagegen war der Jahresanfang ebenfalls am 25. März, jedoch begann dort die Zählung des neuen Jahres vor dem üblichen Jahresanfang (Calculus Pisanus). Erste Beispiele für den Pisaner Stil stammen aus der Provence des 9. Jahrhunderts, in Pisa setzte er sich im 12. Jahrhundert endgültig durch. In Südfrankreich verschwand er im Laufe des 13. Jahrhunderts. Die Jahreszahl eines Pisaner Datums ist im Vergleich mit einem Florentiner Datum um eine Einheit höher. Beide Stile wurden im Großherzogtum Toskana 1749 abgeschafft. Die Daten in den Quellen werden bei der wissenschaftlichen Bearbeitung umgerechnet. Allerdings empfiehlt sich bisweilen eine Überprüfung.